# Собоцкий, Томаш
Томаш Собоцкий (около 1508—1547) — польский государственный деятель, войский ленчицкий (с 1532), чашник коронный (с 1539), канцлер великий коронный (1544—1547), бургграф краковский.

## Биография
Представитель польского шляхетского рода Собоцких герба «Долива». Учился в Виттенбергском университете.
Вначале Томаш Собоцкий был дворянином при дворе польского короля Сигизмунда I Старого, а в 1532 году получил звание войского ленчицкого.
В 1535 году он был отправлен во главе польской делегации в Венгрию. В 1537 году Томаш Собоцкий во главе польского посольства ездил в Пруссию и Ватикан. Также ездил с посольством к османскому султану. В 1539 году он был назначен чашником великим коронным.
В 1544—1547 годах занимал должность канцлера великого коронного.